# Embajada de España en Argelia
La Embajada de España en Argelia es la máxima representación legal del Reino de España en la República Argelina Democrática y Popular.

## Embajador
El actual embajador es Fernando Morán Calvo-Sotelo, quien fue nombrado por el gobierno de Pedro Sánchez el 7 de octubre de 2018.

## Misión diplomática
España posé una misión diplomática en la capital de Argelia, Argel, desde el 22 de diciembre de 1962. Además, España está representada a través de dos consulados generales en Argel y Orán respectivamente.

## Historia
España estableció relaciones diplomáticas con Argelia en 1962, año de la independencia de la antigua colonia de Francia, pero las relaciones diplomáticas fueron tensas en los años 70 con motivo del conflicto del Sáhara Occidental, donde Argelia apoyaba la independencia del Sáhara Occidental. No obstante, en los años sucesivos se produjo un acercamiento motivado por factores geopolíticos y económicos, tales como las tensiones entre Marruecos y Argelia, y el suministro del gas a España a través de Argelia mediante el gaseoducto de Medgaz.